# Per Frick
Per Frick, född 14 april 1992 i Kil, är en svensk fotbollsspelare som sedan 2009 spelar för IF Elfsborg. Driver vid sidan av sin fotbollskarriär varumärket Ciszere.

## Klubbkarriär
Frick började sin karriär i moderklubben Kils AIK och tog sedan steget över till FBK Karlstads ungdomsverksamhet. Efter några säsonger i FBK valde Frick att skriva på för IF Elfsborg efter att klubben visat intresse för värmlänningen. Våren 2012 tog Frick steget upp i Elfsborgs a-lag.
Han var under 2013 utlånad till Falkenbergs FF, där det blev sju mål och tre assist på 15 matcher.

## Landslagskarriär
Den 8 januari 2017 debuterade Frick i Sveriges A-landslag i en 2–1-förlust mot Elfenbenskusten.